# Джулі Плек
Джу́лі Плек (англ. Julie Plec) — американський продюсер і сценарист. Стала відомою завдяки участі в створенні серіалу «Щоденники вампіра» та його  спін-офів «Первородні» та «Спадок».

## Життєпис
Народилась у Чикаго, Іллінойс, 1972 року. Закінчила Північно-Західний університет (англ. Northwestern University).

## Особисте життя
Плек мешкає в Лос-Анджелесі, Каліфорнія.

## Фільмографія

### Продюсер
| Рік         |   | Українська назва                          | Оригінальна назва                         | Примітки                                                 |
| ----------- | - | ----------------------------------------- | ----------------------------------------- | -------------------------------------------------------- |
| 1997        | ф | Крик 2                                    | Scream 2                                  | ассоційований продюсер                                   |
| 1999        | ф | Убити місіс Тінгл                         | Teaching Mrs. Tingle                      |                                                          |
| 1999        | с | Пустка                                    | Wasteland                                 |                                                          |
| 2000        | ф | Крик 3                                    | Scream 3                                  | співпродюсер                                             |
| 2000        | ф | Клуб розбитих сердець: Романтична комедія | The Broken Hearts Club: A Romantic Comedy | співпродюсер                                             |
| 2005        | ф | Перевертні                                | Cursed                                    | співпродюсер                                             |
| 2006 – 2009 | с | Кайл XY                                   | Kyle XY                                   | продюсер-супервайзер / продюсер 42 епізоди               |
| 2009–2017   | с | Щоденники вампіра                         | The Vampire Diaries                       | виконавчий продюсер / співвиконвчий продюсер 66 епізодов |
| 2013 – 2018 | с | Первородні                                | The Originals                             | виконавчий продюсер                                      |
| 2018        | с | Рівердейл                                 | Riverdale                                 | режисер                                                  |
| 2018–2022   | с | Спадок                                    | Legacies                                  | виконавчий продюсер                                      |
| 2019–2022   | с | Розвелл, Нью Мексико                      | Roswell, New Mexico                       | продюсер, режисер                                        |
| 2022        | с | Академія вампірів                         | Vampire Academy                           | виконавчий продюсер, сценарист                           |

### Сценарист
| Рік         |   | Українська назва  | Оригінальна         | Примітки    |
| ----------- | - | ----------------- | ------------------- | ----------- |
| 2006 - 2009 | с | Кайл XY           | Kyle XY             | 8 епізодів  |
| 2009 - 2017 | с | Щоденники вампіра | The Vampire Diaries | 66 епізодів |
| 2013 - 2018 | с | Первородні        | The Originals       | 93 епізоди  |
| 2018-       | с | Спадок            | Legacies            |             |

## Нагороди та номінації
| Рік  | Нагорода  | Категорія             | Робота            | Результат |
| ---- | --------- | --------------------- | ----------------- | --------- |
| 2010 | TV Choice | «Найкраща нова драма» | Щоденники вампіра | Номінація |

## Виноски
1. ↑  Интервью с исполнительным продюсером «Дневников вампира» Джули Плек [Архівовано 24 грудня 2013 у Wayback Machine.] (рос.)